# Le Dindon de la force
Le Dindon de la force (Holiday For Drumsticks) est un cartoon, réalisé par Arthur Davis et sorti en 1949, qui met en scène Daffy Duck.